# 磅清扬
磅清扬位于柬埔寨中部，是磅清扬省的首府。1998年人口大約有47656人。北緯12.14.55，東經104.39.55。位于洞里萨湖出口处附近。越南阮朝史料称这里为錦牌、玉牌。金边至泰国的公路通过，枯水期洞里萨河上溯的终点站。有航空站。农畜产品贸易中心，有较大的家畜市场。附近的优质粘土，可发展砖瓦和陶瓷工业。
磅清扬市区分上、下市，2市相距约二公里，上市土地面积大，是政府办公的行政区，下市除了一条绵长的公路，水涨时四面都浸水，所以下市的屋子除了高脚屋便是水屋。下市水路发达，也是商业区。